# Prisão de Evin
A prisão de Evin (persa: زندان اوین Zendān Evin) é uma prisão localizada no bairro Evin em Teerã, no Irã. A prisão é notável por ser o principal local para a detenção de presos políticos no Irã desde 1972, antes e depois da Revolução Islâmica, em uma ala especialmente projetada apelidada de "Universidade de Evin" por causa do número de intelectuais que permanecem lá.

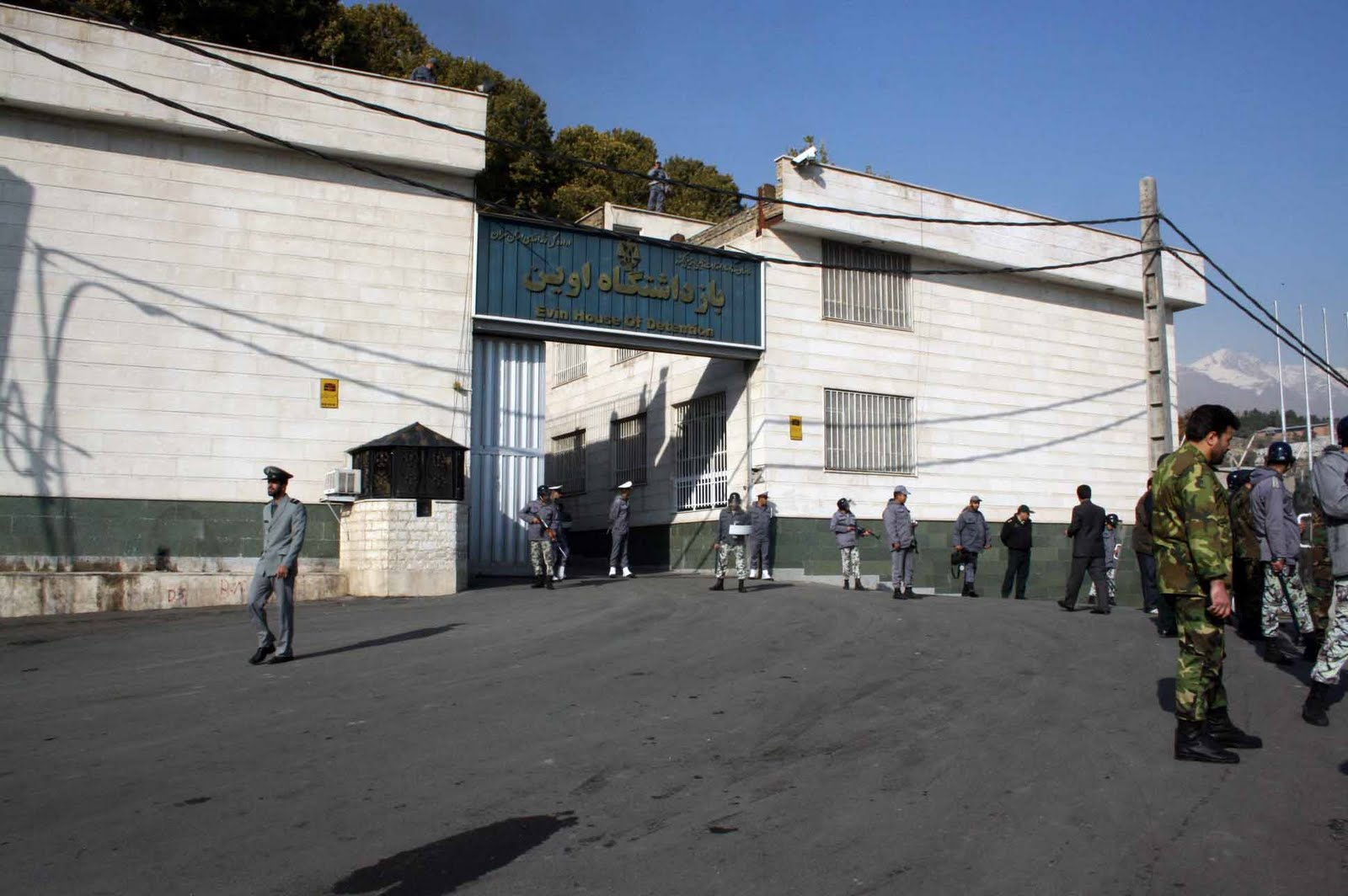
Casa de detenção de Evin

## Acontecimento
A prisão de Evin foi construída em 1972 sob o reinado de Mohammad Reza Pahlevi, último xá do Irã. Está localizada no sopé das montanhas Elburz na antiga casa de Seyyed Ziaoddín Tabataba'i, que serviu brevemente como primeiro-ministro na década de 1920. Os fundamentos da prisão incluíam um pátio de execução, um tribunal e blocos separados para criminosos comuns e presas do sexo feminino. Foi originalmente operado pelo serviço de inteligência e segurança SAVAK. Rapidamente suplantou a prisão de Qasr como a "Bastilha" do país. Inicialmente, foi projetada para abrigar 320 presos, 20 em celas de isolamento e 300 em dois grandes blocos comunitários, e foi expandido para abrigar mais de 1.500 prisioneiros, incluindo 100 celas somente para presos políticos: em 1977.
Sob a República islâmica, a população prisional expandiu-se novamente para 15.000 presos. Segundo o estudioso Ervand Abrahamian:  "Em teoria, Evin era um centro de detenção para aqueles que aguardavam julgamento", após o qual os prisioneiros seriam transferidos para outra prisão, Qezel Hesar ou a prisão de Gohardasht. "Na verdade, Evin serviu como uma prisão regular na qual muitos esperavam anos antes de serem levados a julgamento." Prisioneiros proeminentes costumavam cumprir suas sentenças completas sobre Evin, onde várias execuções ocorreram.  Após a Revolução Islâmica, Mohammad Kachouyi foi feito guardião de Evin. Após seu assassinato em junho de 1981, Asadollah Lajevardi, o procurador-chefe de Teerã, serviu como diretor até 1985.  A prisão está localizada em uma área residencial e comercial conhecida como Evin, ao lado do distrito de Saadat Abad. Há uma grande área de parque com uma famosa casa de chá de luxo e um restaurante localizado mesmo ao lado. A fotografia em frente à prisão e seus arredores é ilegal.
Prisioneiros da prisão de Evin e Ghezel Hesar serão eventualmente transferidos para a prisão central de Teerã, também conhecida como Fashafaviye ou Fashafoyeh, que está em construção desde agosto de 2015.